# Arvato

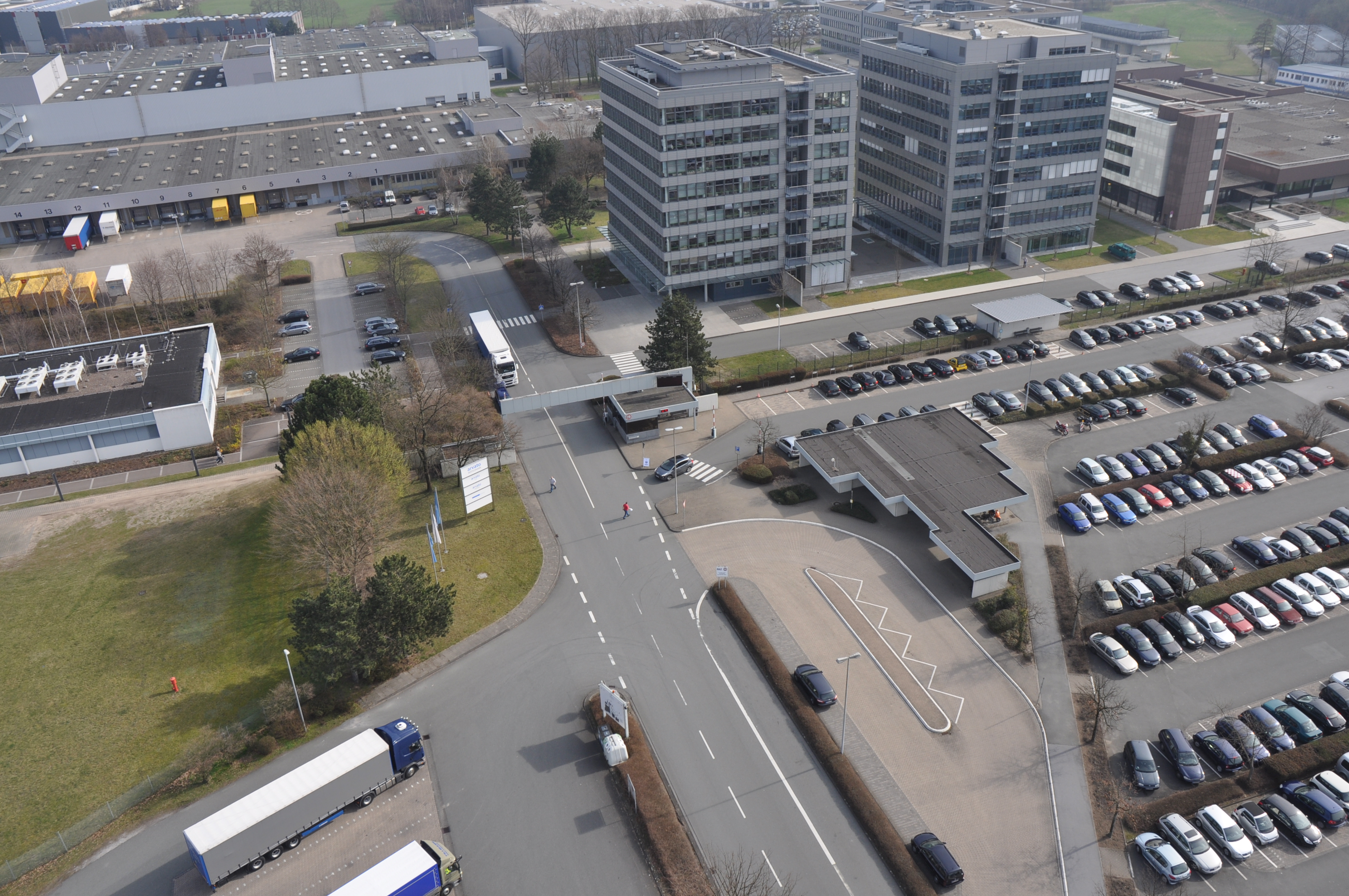

Arvato é uma empresa alemã de logística e gestão da cadeia logística pertencente ao grupo Bertelsmann. Foi dona da Sonopress no Brasil desde 1986 até 2013 quando se desassociou desta.

## Página internet
- Homepage